# Misioneros del Espíritu Santo

Como Apóstoles del Espíritu Santo y de la Cruz, son llamados a construir el pueblo sacerdotal, acompañar procesos de santidad y hacer un compromiso de solidaridad.

Los Misioneros del Espíritu Santo (MSpS) es una Congregación religiosa católica que fue fundada en México el 25 de diciembre de 1914. El fundador, P. Félix de Jesús Rougier, era un sacerdote marista de origen francés. Fue enviado de misión a la Ciudad de México donde conoció a la Beata Concepción Cabrera de Armida, laica, mística y apostólica mexicana quien fue inspiradora de la Espiritualidad de la Cruz, el 4 de febrero de 1904. De este encuentro de materializó la fundación de la congregación. La inspiración original era llamarse Religiosos de la Cruz del Sagrado Corazón de Jesús, sin embargo, por iniciativa del Papa San Pío X, fueron llamados finalmente Misioneros del Espíritu Santo.  
La misión de los MSpS es la misma del Espíritu Santo, acompañar a la Iglesia en camino hacia su santificación. Los MSpS son acompañantes que se reconocen promotores de humanidad, fraternidad y solidaridad. Como Apóstoles del Espíritu Santo y de la Cruz, son llamados a construir el pueblo sacerdotal, acompañar procesos de santidad y hacer un compromiso de solidaridad.
Actualmente tiene su sede en la Ciudad de México, cuyo superior general es el P. Pablo Héctor, MSpS. La Congregación tiene presencia en México, Estados Unidos, Guatemala, Costa Rica, Colombia, Brasil, España e Italia. Está configurada por las Provincias de México, Félix de Jesús (Guadalajara) y Christ the Priest, Estados Unidos.
- Datos: Q1628333
- Multimedia: Missionaries of the Holy Spirit / Q1628333